# Psectrotanypus alaskensis
Psectrotanypus alaskensis är en tvåvingeart som först beskrevs av Malloch 1919.  Psectrotanypus alaskensis ingår i släktet Psectrotanypus och familjen fjädermyggor. Inga underarter finns listade i Catalogue of Life.